# پروانه‌های سپیدباغی
پروانه‌های سپیدباغی (نام علمی: Pieris) سرده‌ای از پروانه‌ها هستند که در تیره کاهی‌بالان قرار دارند. این تیره دارای ۴۰ گونه می‌باشد.

## برخی گونه‌ها
- پروانه درشت بال سفید جزایر قناری
- سفید کلمی
- سفید بزرگ مادیرایی
- سفید خردلی (پروانه)
- سفید سبزرگ
- سفید سیاه‌رگ
- سفید شمالگان
- سفید ناگا
- سفید نوارسبز
- سفید نیوفاندلند
- سفید ویرجینیای غربی
- سفید کشمیری
- سفید کلمی بزرگ
- سفید کوچک جنوبی
- سفید کوچک کیه‌داغی